# Купрејаново острво
Купрејаново острво (енгл. Kupreanof Island) је острво САД које припада савезној држави Аљасци. Површина острва износи 2813 ². Према попису из 2000. на острву је живело 785 становника.